# مصطفی ارهان حکیم‌اوغلو
مصطفی ارهان حکیم‌اوغلو (انگلیسی: Mustafa Erhan Hekimoğlu؛ زادهٔ ۲۲ آوریل ۲۰۰۷) بازیکن فوتبال اهل ترکیه است که در حال حاضر برای باشگاه فوتبال بشیکتاش بازی می‌کند.

## دوران باشگاهی
مصطفی ارهان حکیم‌اوغلو تنها محصول آکادمی جوانان باشگاه بشیکتاش است. او در ۳۰ نوامبر ۲۰۲۲ قرارداد حرفه‌ای خود را با این باشگاه تا سال ۲۰۲۶ امضا کرد. در فصل ۲۰۲۲–۲۳، او کاپیتان تیم زیر ۱۶ سال بشیکتاش بود و در ۱۸ بازی، ۱۷ گل به ثمر رساند.
او در ۱۴ دسامبر ۲۰۲۳ به عنوان بازیکن تعویضی در پیروزی ۲–۰ بشیکتاش مقابل لوگانو در لیگ اروپا به میدان رفت و اولین بازی حرفه‌ای خود را تجربه کرد.

## دوران ملی
وی همچنین در تیم‌های ملی فوتبال زیر ۱۵، ۱۶، ۱۷، ۱۸ و ۲۱ سال ترکیه بازی کرده است.